# ヒロド歩美
ヒロド 歩美（ヒロド あゆみ、1991年10月25日 - ）は、日本のフリーアナウンサー。元朝日放送テレビ（ABCテレビ）アナウンサー。

## 経歴
兵庫県宝塚市の出身で、日系オーストラリア人3世の父と日本人の母との間に生まれた。小学2年時にオーストラリアで9か月間生活した。
小林聖心女子学院小学校・中学校・高等学校での在学中は、小学4年時から中学2年時まではヨット競技に打ち込んだ。小学6年時にはジュニアヨット大会で優勝を果たしたほか、オリンピックを目指した時期もあった。その一方で、中・高校生時代にはバレーボール部でも活動していた。
早稲田大学国際教養学部への進学後は、1年時の2010年に早稲田祭「早稲田コレクション2010」のファイナリストに選ばれたほか、3年時の2012年にはミス・ユニバース・ジャパン千葉大会でベストパーソナリティ賞を受賞した（いずれも「廣戸歩美」名義）。その一方で、1 - 3年時には『学生才能発掘バラエティ 学生HEROES!』（テレビ朝日）に出演していた。
大学卒業後の2014年4月1日付で、アナウンサーとして朝日放送（ABC、旧法人）に入社した。同年7月22日には、『速報!甲子園への道』全国ネットパートのキャスターとして、同期入社の川添佳穂と共に番組デビューを果たした。2015年には、同番組のキャスターを続投するとともに、全国高等学校野球選手権大会テレビ中継の甲子園スタジオキャスターを担当した。2015年のプロ野球シーズンからは、朝日放送テレビやsky・Aで阪神タイガースの関西圏主催試合（阪神甲子園球場または京セラドーム大阪）を中継する場合に、同球団のベンチリポーターを務めていた。
全国ネットの番組に出演する機会が多く、『芸能人格付けチェック』では2014年11月11日放送分から斎藤真美の後任として3代目「格付けアナ」に就任した。2015年8月1日から2019年3月30日までは、産休に入った小寺右子の後任として『朝だ!生です旅サラダ』のレギュラー陣に加わっていた。2016年以降は、『速報!甲子園への道』のキャスターを単独で担当するほか、古田敦也（野球解説者）とのコンビで『熱闘甲子園』（朝日放送・テレビ朝日の共同制作番組）のキャスターを務めた。
2017年10月1日からは、『サンデーLIVE!!』（テレビ朝日・メ〜テレとの共同制作番組）で、小木逸平（テレビ朝日アナウンサー）、濱田隼（メ〜テレアナウンサー）と共にサブキャスターに抜擢された。朝日放送の女性アナウンサーが他局との共同制作による全国ネットの報道・情報番組にレギュラーでキャスターを務める事例は、2006年から『サンデープロジェクト』（朝日放送・テレビ朝日の共同制作番組）のサブキャスターを担当した赤江珠緒（現在はフリーアナウンサー）以来である。
2018年4月1日の朝日放送グループ再編にともなって、旧法人からアナウンス管理・テレビ放送などの業務を継承した朝日放送テレビへ自動的に転籍した。転籍後の2020年4月1日からは、アナウンス職のまま東京オフィスへ赴任した。2022年4月4日から『news おかえり』（平日夕方の関西ローカル向け報道・情報番組）で毎週月曜日に「日替わりMC」という役割を務めるなど、東京オフィスへの赴任中も大阪（ほたるまち）の本社で制作・放送する番組へ随時出演していたが、2023年の春に朝日放送テレビを退社することを同年2月1日に発表した。「アナウンサーになってから10年の節目を迎えるのを前に、次のステージを目指すことを決断した」とのことで、一部のレギュラー番組（『news おかえり』『サンデーLIVE!!』など）からは退社を機に降板した。
退社後の2023年4月からは、フリーアナウンサーとして活動するかたわら、将来の起業（詳細後述）も視野に個人事務所を設立した。朝日放送テレビへの在職中に担当していた番組への出演を一部で続ける一方で、同月3日から『報道ステーション』（テレビ朝日）のスポーツキャスターをレギュラーで務めている。

## 人物・エピソード
親戚に音楽プロデューサーの宮路一昭がいる。
姓に漢字表記を使わないのは、日本国外で出生証明が出されたことによる。漢字表記は「廣戸」であるが、戸籍上の本名はあくまでカタカナである。
入社してから阪神タイガースのファンになった。それまで野球の知識は無かった。特技は英語による「六甲おろし」の歌唱である。高校時代には、英語のスピーチコンテストで、近畿大会優勝・全国大会3位という成績を残している。朝日放送の放送エリア（兵庫県・大阪府）内で開かれた2015 WBSC U-18ワールドカップでは、2015年9月6日の閉会式・表彰式（阪神甲子園球場）において、日本語と英語を交えながら司会を務めた。
朝日放送（旧法人）のアナウンサー時代には、2015年4月12日には、京セラドーム大阪で開かれたKANSAI COLLECTION 2015 SPRING & SUMMERでは、同期入社の川添とともにショーモデルとしてランウェイを歩いた。2017年には、『新婚さんいらっしゃい!』（朝日放送テレビ制作の全国ネット番組）で山瀬まみ（当時のアシスタント）が両足の骨折で全治3か月と診断されて欠席したことにともなって、9月28日に秋田市内で実施した公開収録（10月15・22日放送分）でアシスタントを急遽代行した。本編のトークは桂文枝（当時の司会者）が単独で進行したため、ヒロドは放送上、収録地の紹介VTRと「LOVEキャッチ」（収録に参加した夫婦による後半のゲームコーナー）にのみ登場している。
朝日放送テレビへの在職中には、アナウンサーとしての活動と並行しながら、就職活動中の大学生（就活生）に向けたイベントの運営に従事した。就活生による入社試験前の会社訪問へ積極的に対応するなど、新卒社員の採用活動にも携わっていたほか、将来の進路に関する学生からの相談を対面（高校野球関連の取材中など）やinstagram上の個人アカウントでたびたび受けていた。このような活動を通じて「就活生を応援したい」との想いが芽生えたことから、就活生を支援する事業を立ち上げることを在職中から構想する。当時からこの構想を同僚の社員にも伝えていたが、本人曰く「（朝日放送テレビ）アナウンサーとしての活動と並行しながらの起業は現実にそぐわない」と判断した末に、同局を退社したうえで会社（フリーアナウンサーとしての活動の受付を兼ねた個人事務所）を自ら設立した。その一方で、「在職中に『熱闘甲子園』などの取材を通じて『負けたら終わり』の世界に魅了された」という高校野球にいっそう深く関わることも、退社の理由に挙げている。

## 出演
特記しない限り朝日放送テレビ・ラジオ制作の番組で、太字はレギュラーで出演中の番組。

### テレビ
- ABCニュース - 東京オフィスへの赴任中も、本社への来社時に不定期で担当。
- 全国高校野球選手権大会中継[注釈 2][注釈 3]
- スーパーベースボール 虎バン主義。[注釈 4][注釈 5]
- 速報!甲子園への道（2014年 - 2019年）[注釈 6]
- おはよう朝日です （2014年10月1日 - 2017年9月26日） - 「人気mono サキヨミEnter!」水曜→火曜担当キャスター
- 関西コレクション[注釈 7]
- 芸能人格付けチェック（2014年11月11日 - ） - 3代目格付けアナ
- 雨上がりのやまとナゼ?しこ （2015年4月7日 - 2015年12月22日）
- 朝だ!生です旅サラダ（2015年8月1日 - 2019年3月30日） [注釈 8]
- とんねるずのスポーツ王は俺だ!（テレビ朝日制作で年に2回放送）[注釈 9]
- 虎バン（2015年 - ） - 不定期でVTR出演[注釈 10]
- M-1グランプリ（2015年 - 2022年）[注釈 11]
- ハッキリ5〜そんなに好かれていない5人が世界を救う〜（2016年4月10日 - 9月25日）
- 熱闘甲子園（2016年 - 、朝日放送テレビ・テレビ朝日共同制作）[注釈 12][23] - 『報道ステーション』スポーツキャスターへの就任後も、全国高等学校野球選手権大会の期間中は『熱闘甲子園』での取材・進行を優先。
- おはようコールABC（2017年3月6日 - 3月17日、2018年5月22日）[注釈 13]
- サンデーLIVE!!（2017年10月1日 - 2023年3月26日、テレビ朝日・朝日放送→朝日放送テレビ・メ～テレ共同制作） - サブキャスター[24][注釈 14]
- 新婚さんいらっしゃい! （2017年10月15日・22日）[注釈 15]
- 熱闘甲子園直前スペシャル! 号泣甲子園 （2018年8月4日・2019年8月4日） - 進行アナウンサー
- 必殺仕事人2019（2019年3月10日） - 江戸娘 役[注釈 16]
- 新世代SNSスターアワード NEXT -あなたもテレビで活躍しませんか？-（2019年3月30日）
- キャスト（2019年4月1日 - 2022年3月28日） - 月曜日のコーナー「オリンピックそもそものトコロ-東京2020」⇒「フレフレTOKYOヒロド応援団」を担当
- 芸能人常識チェック〜トリニクって何の肉⁉〜（2019年4月9日 - 2022年3月1日） - アシスタント・進行[26]
- 青空ふたたび（2019年8月6日 - 17日） - ナレーター兼ナビゲーター
- ひらめけ!冒険キッズ ナゾトキ×ランプ 3つのハテナ（2020年10月4日 - 25日） - ナレーション
- エビシー修業日記（2021年1月7日 - 3月25日） - カワウソちゃん 役〈声の出演〉[27]
- ぺこぱのまるスポ（2022年1月 - 2023年3月） - アシスタント[28]
- newsおかえり（2022年4月4日 - 2023年3月27日、月曜日MC） - 前番組の『キャスト』から事実上続投。「じーーーんとSPORTS」（18時台のスポーツ情報系企画）では、進行に加えてインタビュー取材も担当
- 報道ステーション（2023年4月3日 - 、テレビ朝日） - スポーツキャスター[18]

### ラジオ
- ABCニュース（不定期で担当）
- 三木鶏郎に挑む! 平成の仕事師たち （2015年5月24日放送・2016年1月2日再放送、第11回日本放送文化大賞準グランプリ[29]）
- 下柳剛のさぁ、やりんしゃい（2015年から毎年12月末に放送される事前収録の特別番組）
- ヒロド歩美のちょびっと （2016年1月18日 - 20日）
- ほろ酔い朝日です（不定期でゲスト出演)
- 澤田有也佳のアナがパジャマに着替えたら （2018年11月4日・11日）
- Sky presents 中村七之助のラジのすけ（2021年4月 - 2023年9月）

### CM
- ABCハウジング（2019年10月 - 、朝日放送テレビ・スカイAで放送）

### YouTube
- 「ヒロドのこべや。」
  - 朝日放送テレビのスポーツ部が運営する「虎バン 阪神タイガース応援チャンネル」で、2022年4月12日から月2回のペースで配信。同チャンネル内の他のコンテンツにも、随時登場していた。同局を退社した2023年4月以降は、いずれのコンテンツにも登場せず、「ヒロドのこべや。」を山本彩・川上千尋（阪神ファンを公言しているNMB48の新旧メンバー）が「さやかのこひつ。」「ちひろのこしつ。」というタイトルで月に1回ずつ引き継いでいる。

### 映画
- 映画 プリキュアミラクルリープ みんなとの不思議な1日（2020年） - 本人役（声の出演）[30]

## 連載
- 『FLASH』（光文社）「ヒロド歩美の『熱虎トーク』」（2022年4月 - 10月 ）
  - 連載の開始前にも、2021年6月から3度にわたってグラビアページに登場していた[31]。